# 1930年大英帝国运动会
1930年大英帝国运动会是第一届英聯邦運動會，最初称为大英帝国运动会。于1930年8月16日至23日在加拿大哈密尔顿举行。
共有11个国家或地区参加了运动会。英格兰获得奖牌榜第一位。